# This Is How the Wind Shifts
This Is How the Wind Shifts è il settimo album della band canadese Silverstein, pubblicato con etichetta Hopeless Records il 5 febbraio 2013. È il primo album della band in seguito all'addio del chitarrista Neil Boshart, dopo 12 anni con la stessa lineup. Al suo posto suona Paul Marc Rousseau, già turnista per la band. Si tratta del secondo concept album del gruppo, dopo A Shipwreck in the Sand.

## Storia
Il primo annuncio sul progetto per un nuovo album viene dato dai Silverstein il 4 agosto 2012 con un post su Facebook, nel quale affermano che dopo un ultimo concerto a Toronto, si metteranno al lavoro per preparare una nuova uscita. Il 28 settembre il produttore Jordan Valeriote (già in Rescue e Short Songs) annuncia tramite Twitter l'inizio della preproduzione per il nuovo progetto della band. Il 26 novembre, dopo avere alcuni giorni prima annunciato novità per la data in questione, i Silverstein comunicano che il 5 febbraio 2013 uscirà il settimo album in studio, intitolato This Is How the Wind Shifts, un concept album di 14 tracce, di cui la prima, Stand Amid the Roar, viene caricata su Soundcloud per essere ascoltata da tutti i fan. Dallo stesso giorno è possibile preordinare l'album.
Per il preordine vengono resi disponibili numerosi pacchetti differenziati: un "Ultimate Fan Bundle", disponibile per una sola persona al prezzo di 1200$, comprendente il CD, 3 poster autografati, il vinile di colore verde primavera esclusivo per i preordini, le 2 T-shirt dell'album (una bianca ed una nera), un box set da 7 dischi da 7" corredati da booklet e codice per il download delle canzoni, la chitarra usata per registrare l'album, la copia di prova del vinile autografata, un biglietto per un concerto della band (in qualsiasi parte del mondo), una telefonata dalla band, ed una pelle per batteria autografata; un "Memorabilia Pack" in numero limitato di 14 al prezzo di 150$, comprendente il CD, 3 poster autografati, il vinile di colore verde primavera esclusivo per i preordini, le 2 T-shirt dell'album (una bianca ed una nera), un box set da 7 dischi da 7" corredati da booklet e codice per il download delle canzoni, una telefonata dalla band, una pelle per batteria autografata, i testi scritti a mano da Shane Told, una bacchetta per la batteria usata in studio, ed un plettro usato in studio; una "Collector's Edition" al costo di 85$ comprendente il CD, un poster autografato, il vinile di colore verde primavera esclusivo per i preordini, una T-shirt dell'album (nera per l'edition #1 e bianca per la #2), un box set da 8 dischi da 7" corredati da booklet e codice per il download delle canzoni; e una serie di altre combinazioni: CD + poster autografati (20$), CD + poster autografati + T-shirt (30$), vinile (18$), vinile + poster autografati (26$), vinile + poster autografati + T-shirt (36$). A questi si aggiunge poi, dal 7 dicembre, un "Limited Edition Vinyl Box-Set" da 40$, contenente un box set da 8 dischi da 7" corredati da booklet e codice per il download delle canzoni.
Dal 4 dicembre è anche possibile preordinare l'album su iTunes nella sua Deluxe Version al costo di 11,99€, con 3 canzoni acustiche aggiuntive, una delle quali (One Last Dance) proveniente da Short Songs. L'8 dicembre viene caricato su YouTube un lyric video per Stand Amid the Roar. L'anteprima dell'album viene organizzata per il 22 gennaio 2013, presso lo storico locale Sneaky Dee's di Toronto, con la presenza di Billy Hamilton e Paul Marc Rousseau, che tengono successivamente un DJ set. Il 14 gennaio AbsolutePunk ospita l'anteprima del primo singolo ufficiale tratto dall'album, ovvero Massachusetts, che il giorno successivo è acquistabile da iTunes e di cui viene anche caricato su YouTube il lyric video. Dal 1º febbraio è possibile ascoltare l'album in anteprima su Spotify. 5 giorni dopo l'album esce ufficialmente nei negozi di dischi.
Il 25 settembre i Silverstein annunciano che l'album verrà ripubblicato il 15 ottobre con il nome di This Is How the Wind Shifts: Addendum: questa nuova versione contiene due tracce originali (I Will Illuminate e Kill the Lights), più due b-side (This Is How the Wind Shifts, ovvero l'unione delle due canzoni This Is How e The Wind Shifts che suonate contemporaneamente formano una canzone unica, e Arrivals (Voice Note)). Le due canzoni originali vanno a completare il concept dell'album, integrandolo con una nuova coppia di storie parallele. Lo stesso giorno Revolvermag ospita l'anteprima della nuova canzone I Will Illuminate. Le possibilità di preordinare l'album, oltre che su iTunes, includono una nuova confezione per collezionisti da 999$ comprendente un 7" delle nuove canzoni di Addendum, un vinile di prova, il vinile dell'intero album, una maglietta ed una chitarra di Moniker Guitars personalizzata con le iniziali dell'acquirente; il singolo 7" di Addendum al costo di 7$; lo stesso con una maglietta a 20$; Addendum più il vinile dell'album a 22$ (35$ con la maglietta); il box set già disponibile per la versione standard dell'album con l'aggiunta di Addendum a 42$.
Il terzo singolo dell'album, A Better Place, è pubblicato assieme al relativo video musicale su Absolutepunk il 14 ottobre 2013, mentre il video live di In a Place of Solace è pubblicato sul sito Southern Souls l'11 dello stesso mese. Il 13 gennaio viene pubblicato il live video di Departures sempre per il sito Southern Souls, girato lo stesso giorno del video precedente al Northwood Café di Toronto. Infine, il 10 febbraio 2014 viene pubblicato in anteprima su Loudwire il video del quarto singolo, On Brave Mountains We Conquer. Il chitarrista Josh Bradford gira poi un breve video per la canzone This Is How the Wind Shifts, che viene caricato sul web il 28 marzo.

## Background
Introducendo per la prima volta l'album, il cantante Shane Told ha spiegato: "L'idea che sta dietro a quest'album è come la vita di una persona possa cambiare per sempre anche solo per un singolo avvenimento che succede. Un po' come quando pensiamo "cosa sarebbe successo se...?", cosa che facciamo tutti, di tanto in tanto. È un album diverso dal tipico concept album che racconta una storia dall'inizio alla fine, o in cui tutte le canzoni si riconducono alla stessa tematica. Ogni canzone ha una canzone parallela che racconta la storia sotto una luce diversa, spiegando cosa sarebbe successo se le cose fossero andate in maniera diversa a causa di un singolo avvenimento. I titoli delle tracce parallele vanno letti assieme; a volte formano un frase, altre volte sono due parole collegate tra loro o collegate alla storia. Lo scopo di quest'album non è quello di dimostrare l'esistenza o l'inesistenza del fato. Si tratta di una discussione sulla vita, sulle perdite, sui tentativi e sugli errori, sul successo nel fallimento, sul fallimento nel successo, sul contrasto tra le proprie azioni ed i propri sentimenti, che spesso non combaciano. This Is How the Wind Shifts è un viaggio che salta un po' di qua e di là ma rimane un tutt'uno coeso, con un significato implicito in sé e delle storie che possiedono un reale significato per l'uomo e si rivolgono alla sua anima." Il concetto si è sviluppato in particolar modo dopo aver visto, nel giro di pochi giorni, Mr. Destiny e Sliding Doors, due film incentrati sul caso e sulle scelte che una persona può compiere nella vita. Told ha anche spiegato di essersi sentito nella stessa disposizione mentale di quando aveva scritto A Shipwreck in the Sand, e quindi ha deciso di sfruttare ciò per andare oltre la semplice collezione di 12 o 13 canzoni tutte su argomenti disparati. La differenza con Shipwreck sta tuttavia nel fatto che questo album non racconta una storia con un inizio ed una fine, ma ne racconta sei, su persone che vivono delle vite in parallelo.
Il processo di scrittura dell'album, secondo il batterista Paul Koehler, è stato leggermente diverso da quello degli album precedenti: se prima la band passava molto tempo (anche molti mesi) a scrivere parti di canzoni, poi ripensarci e cambiare ogni volta qualche piccolo pezzo per renderlo migliore, stavolta i Silverstein hanno passato in fase di scrittura un solo mese, anche se in questo mese hanno lavorato all'album anche per 40 ore alla settimana. Il nuovo chitarrista Paul Marc Rousseau in particolare è stato molto attivo nella realizzazione dell'album, avendo non solo scritto i riff principali di alcune canzoni come Stand Amid the Roar e Arrivals, ma anche riuscendo ad apportare buona parte delle sue idee per spostare leggermente il sound della band e farlo progredire.
L'album è stato registrato in soli due giorni. Per la produzione, è stato nuovamente scelto Jordan Valeriote, in quanto amico della band e operante nella zona di residenza dei Silverstein.

## Critica
Drew Beringer di AbsolutePunk giudica This Is How the Wind Shifts come il miglior album della band, che incanala in questo disco tutto quello che ha imparato nel corso dei suoi 13 anni di carriera per renderlo l'album più completo della sua discografia. Più avanti, stendendo una recensione completa, Beringer (80/100) afferma che l'album è il migliore della carriera della band perché a dispetto del concept complesso, l'album non perde mai di vista l'obiettivo di creare la miglior musica, riunendo tutti gli elementi che hanno fatto la storia del gruppo e che potranno perciò soddisfare tutti i fan, dalle parti più melodiche a quelle più aggressive. Secondo Idobi.com (4,5/5), l'album è il più "ambizioso, maturo e indice di progressione" che la band abbia realizzato. Il recensore apprezza dia le tracce più heavy, come In a Place of Solace, sia quelle più melodiche come Massachusetts, e dimostra di gradire l'apporto del nuovo chitarrista Paul-Marc Rousseau. Anche Propertyofzack (4,5/5) spende parole di elogio nei confronti del disco, definendolo il miglior album della band e "un brillante album post-hardcore". Il disco è tanto più sorprendente perché dopo una serie di album in tono minore, le aspettative sulla band non erano altissime, e persino la performance di Shane Told è imprevedibilmente perfetta. Il recensore afferma che probabilmente, dopo Discovering the Waterfront, sarebbe stato questo l'album che avrebbe definitivamente consacrato i Silverstein se l'avessero scritto a quell'epoca.
Rocksound (7/10) dà un giudizio positivo all'album, dicendo che la band non si discosta dal suo sound classico, ma questa è senz'altro una cosa positiva perché lo padroneggia molto bene, a prescindere dalle possibili critiche di chi si aspettava -sbagliando già dal principio- un album che cambiasse completamente rotta. Il sito australiano Sludge Factory (7/10) giudica l'album un'ottima prova nel complesso, che conferma come i Silverstein siano una delle migliori band nel loro genere. Molto elogiati il cantato di Shane Told, sia nelle parti pulite che in quelle in scream, e l'integrazione di Paul-Marc Rousseau, che non fa rimpiangere Neil Boshart. Il punto debole dell'album è costituito dalla ripetitività di cui sembrano soffrire alcune canzoni, che su un album di 14 tracce a volte tendono ad assomigliarsi.
Di parere diverso invece Underthegunreview (6/10): secondo il recensore l'album è senza dubbio meglio di molti altri concept album di altre band, ma manca di consistenza e non riesce ad esprimere fino in fondo le emozioni della band, e non combacia assolutamente con l'epicità che ci si attenderebbe dal concept e dai titoli delle canzoni. Molte di queste sono troppo standard o addirittura sotto la media, e solo alcune delle canzoni (quelle più lente e cupe) alzano il livello del disco.

## Successo commerciale
L'album il giorno successivo alla sua uscita nelle classifiche di iTunes ha raggiunto l'ottava posizione negli USA e in Austria e la settima in Germania nella classifica degli album alternativi, e la seconda in Canada in quella degli album rock.
L'album debutta alla 59ª posizione nella Billboard 200, 21 posizioni in meno rispetto al predecessore Rescue. Nelle altre classifiche, l'album si piazza al 14º posto fra gli album alternativi, al 12º in quella degli album indipendenti e quelli su Internet, al 18º fra gli album rock e al 7º in quella dei vinili.

## Canzoni
Il titolo dell'album è composto dai titoli della quarta e undicesima traccia, che combinate formano la frase in questione. Lo spunto proviene da una poesia di Wallace Stevens intitolata appunto The Wind Shifts.

### This Is HoweThe Wind Shifts
Le due canzoni sono state scritte e registrate contemporaneamente. Il tema è quanto tutte le persone al loro interno siano in fondo uguali nonostante all'esterno possano apparire molto diverse: in fin dei conti, tutti vogliono le stesse cose anche se provengono da differenti ambienti. La particolarità di queste canzoni è che, se suonate contemporaneamente su due stereo diversi, si fondono perfettamente, creando una canzone unica. Difatti, in Addendum compare una traccia chiamata This Is How the Wind Shifts in cui le due canzoni sono sovrapposte.

### Hide Your Secrets
L'ultima canzone scritta tra quelle che figurano sull'album. Secondo Shane Told, è una canzone che risente molto delle influenze post-hardcore ed emo degli anni '90, cioè la musica che ha da sempre influenzato la band e soprattutto i suoi primissimi lavori. Lui e Josh Bradford hanno in particolare preso come modello le precedenti canzoni dei Silverstein Forever and a Day e Giving Up. Nonostante Shane fosse inizialmente convinto che questa fosse la traccia peggiore dell'album, si è rivelata una delle più apprezzate dai fan.

### Arrivals
La canzone si caratterizza per il fatto di non essere cantata da Shane Told, bensì da Paul Marc, che è anche l'autore della musica. Il chitarrista la stava suonando per occupare il tempo durante delle prove della band, e la melodia è subito piaciuta al resto della band. Scritta per l'allora ragazza di Paul Marc, il testo parla dell'inizio di una relazione d'amore: la coppia si ritrova a dover essere separata per un certo periodo perché la ragazza deve partire, e lui rimane nella sua tristezza e nel suo sconforto perché non riesce a tollerare la lontananza. L'Holy Oak citato è un bar di Toronto, la città dove vive la band. Assieme al titolo della sua traccia parallela, Departures, Arrivals forma il titolo del terzo album della band, Arrivals & Departures. Per la canzone è stato girato un video acustico, ospitato da Alternative Press a partire dal 5 dicembre 2013.

### In a Place of Solace
Si tratta di una canzone particolarmente heavy, ed è la prima che la band abbia realizzato senza alcuna parte di cantato pulito. Si tratta della canzone parallela a Stand Amid the Roar, e ne presenta il malvagio protagonista una volta morto, al suo funerale. La bara è aperta esponendo il corpo, ma solo i più stretti familiari del defunto sono presenti, perché questi era odiato da tutte le persone che gli erano attorno a causa delle sue cattive azioni. Lui stesso sa di essersi comportato male, e non è sorpreso che la gente "pianga la sua vita e festeggi la sua morte".
Per la canzone è stato filmato un video, girato da Mitch Fillion presso il Northwood Café di Toronto, in cui la band esegue live la traccia. Il video è stato ospitato in anteprima dal sito canadese Southern Souls l'11 novembre 2013.

### California
La seconda parte di Massachusetts, prosegue il tema già affrontato nella suddetta canzone della relazione d'amore abusiva, ma dalla prospettiva della persona che è finalmente riuscita a lasciarsela al passato ed è pronta ad affrontare la sua nuova vita. Il cantante Shane Told ha detto di sperare che questa canzone possa aiutare chi la ascolta ad uscire da un periodo buio e complicato, data la sua aria di trionfo e positività.

### To Live and to Lose
È stata la prima canzone ad essere completata per l'album (pur essendo una delle più sperimentali). Shane Told ha parlato delle difficoltà che ha incontrato inizialmente nello scrivere il testo per questa canzone, finché poi finalmente, facendosi aiutare dalla sua ragazza, è entrato nel punto di vista della persona sulla quale è incentrato il testo, ed è riuscito a completarlo con disinvoltura.
La canzone fa da contraltare ad A Better Place; se lì la storia era narrata dal personaggio maschile, qui è la donna che parla. Racconta della sua morte, e di come ormai questa sia inappellabile e definitiva: lui non deve quindi ancorarsi ai suoi ricordi, altrimenti non riuscirà mai più a fare progressi nella sua vita. Deve superare il passato e possibilmente trovare un'altra persona che stia al suo fianco: lei vedrà dall'alto e sarà una voce nella testa di lui che gli dirà che è tutto posto.

### With Second Chances
La canzone è quella che ha subito più modifiche dalla versione originale a quella presente sull'album, a causa del fatto che non tutti i membri della band erano d'accordo sull'usarla come traccia per il disco. Alla fine è prevalsa la volontà di Shane, che vedeva la canzone come una delle sue preferite grazie all'ottimo ritornello.

### Departures
La canzone riprende la melodia di Arrivals nella parte finale, mentre per la parte iniziale la band ha incontrato alcune difficoltà nel trovare la musica che si confacesse al resto della traccia. Un riff di Shane è rimasto inutilizzato perché non si riusciva ad inserirlo nel contesto della canzone, finché poi il batterista Paul Koehler ha suggerito l'idea di suonare al contrario la parte iniziale della canzone, cosa che è stata fatta per la versione registrata della traccia. Assieme al titolo di Arrivals, la canzone forma il nome del terzo album della band, Arrivals & Departures.
Nella canzone è citata la città di Melbourne, a testimonianza dell'amore che prova Shane per l'Australia espresso a più riprese nelle interviste ed anche nella canzone Darling Harbour, presente in Rescue. Van Ness ed Oak, citati nella riga successiva, sono rispettivamente Van Ness Avenue, una delle principali vie di San Francisco, e l'Aeroporto internazionale di Oakland, vicino sempre a San Francisco.
Un video dal vivo della canzone, girato al Northwood Café di Toronto, è stato ospitato dal sito Southern Souls il 13 gennaio 2014.

## Artwork
La copertina del CD è un dipinto di Martin Wittfooth (l'artista che ha realizzato tutte le copertine della band) che raffigura al centro un bisonte, che si sta abbeverando sulle rive di un lago nei pressi di un villaggio di palafitte. Sullo sfondo compaiono delle nuvole e degli uccelli in volo. Il titolo dell'album e il nome della band sono scritti in stampatello maiuscolo in colore trasparente al centro della copertina. Da notare l'abbandono della S stilizzata nel nome della band che aveva caratterizzato la restante discografia dei Silverstein. Sul fondo della confezione troviamo rappresentati su campo nero quattro simboli che rappresentano il succo del concept, ovvero le differenti scelte che una persona può compiere nella vita, mentre sul retro troviamo un altro dipinto di Martin Wittfooth, un albero spoglio piegato dal vento, che fa volare via le ultime foglie che erano rimaste sui rami: il tempo è nuvoloso e minaccia tempesta. Il booklet contiene unicamente i testi delle canzoni, corredati da alcune linee che formano disegni tribali in bianco e nero [anche qui dualità ed opposti], e che ritroviamo anche sul CD. Il disco viene in jewel case, a differenza della maggior parte dei prodotti Hopeless Records, contenuti in una confezione digipak.
Shane Told ha spiegato così l'artwork: "Sul retro c'è un disegno di queste piante nel deserto che essendo sempre esposte al vento crescono in quel modo [rasoterra]. Avevamo pensato di usare questa come copertina, ma era un po' troppo letterale col titolo dell'album; quindi abbiamo deciso di mostrare un diverso tipo di esistenza in quell'ambiente. Una creatura che si muove lentamente in mezzo al forte vento. Una lotta non umana contro gli elementi." Josh Bradford ha aggiunto che secondo lui il bisonte si rapporta con il tono della poesia The Wind Shifts da cui è tratto il nome dell'album: un animale forte e potente, ma che col tempo è destinato alla scomparsa.
La copertina di Addendum raffigura il segnavento con la colomba già usato per la promozione dell'album su sfondo nero. L'immagine è presa dalla banderuola che si trova sul tetto dello studio di Jordan Valeriote.

## Tracce
Tutte le canzoni sono state scritte, arrangiate e suonate dai Silverstein.
Lato A
1. Stand Amid the Roar – 3:04
2. On Brave Mountains We Conquer – 2:36
3. Massachusetts – 2:57
4. This Is How – 1:23
5. A Better Place – 3:08
6. Hide Your Secrets – 3:57
7. Arrivals – 1:16

Lato B
1. In a Place of Solace – 3:11
2. In Silent Seas We Drown – 3:30
3. California – 3:46
4. The Wind Shifts – 1:20
5. To Live and to Lose – 3:58
6. With Second Chances – 3:43
7. Departures – 2:27

Deluxe Version (iTunes)
1. Massachusetts (acoustic) – 3:35
2. One Last Dance (acoustic) – 1:36
3. Departures (acoustic) – 2:21

### This Is How the Wind Shifts: Addendum
1. Stand Amid the Roar – 3:04
2. On Brave Mountains We Conquer – 2:36
3. Massachusetts – 2:57
4. This Is How – 1:23
5. A Better Place – 3:08
6. Hide Your Secrets – 3:57
7. Arrivals – 1:16
8. In a Place of Solace – 3:11
9. In Silent Seas We Drown – 3:30
10. California – 3:46
11. The Wind Shifts – 1:20
12. To Live and to Lose – 3:58
13. With Second Chances – 3:43
14. Departures – 2:27
15. I Will Illuminate – 3:45
16. Kill the Lights – 3:51
17. Massachusetts (acoustic) – 3:35
18. One Last Dance (acoustic) – 1:36
19. Departures (acoustic) – 2:21
20. Arrivals (Voice Note) – 1:11
21. This Is How the Wind Shifts – 1:21

## Formazione
Silverstein
- Shane Told - voce
- Josh Bradford - chitarra
- Paul Marc Rousseau - chitarra elettrica
- Paul Koehler - batteria
- Billy Hamilton - basso

Produzione
- Jordan Valeriote - produzione, ingegneria e mixaggio
- Paul Dickinson - tecnico della batteria
- Troy Glessner - masterizzazione presso Spectre Mastering
- Martin Wittfooth - artwork
- Mike Ski - layout

## Classifiche
| Classifica (2013)         | Posizione massima |
| ------------------------- | ----------------- |
| Stati Uniti               | 59                |
| Stati Uniti (rock)        | 18                |
| Stati Uniti (independent) | 12                |
| Stati Uniti (alternative) | 14                |